# William C. Gault
William Campbell Gault (Milwaukee, 9 marzo 1910 – Santa Barbara, 27 dicembre 1995) è stato uno scrittore statunitense di libri gialli, noto anche con gli pseudonimi Roney Scott - usato per il romanzo Poliziotti si nasce (Shakedown) nel 1953 - e Will Duke, che firma Fair Prey nel 1956.
I suoi personaggi principali sono due investigatori privati, Joe Puma e Brock Callahan, che in qualche romanzo appaiono anche assieme. Negli anni sessanta e settanta Gault è stato un popolarissimo autore di libri per ragazzi, tornando al poliziesco nel 1982.

## Opere

### Con Joe Puma
- 1953, Poliziotti si nasce (Shakedown), stampato nella collana I Gialli Casini con il numero 255.
- 1958, Fine di una ragazza squillo (End of a call girl), stampato nel 1959 nella collana Serie Gialla Garzanti con il numero 166.
- 1958, Signora di notte (Night lady), stampato nel 1960 nella collana Gialli Giumar con il numero 27.
- 1959, Un'esca per la belva (Sweet wild wench), stampato nel 1963 nella collana Il Giallo Mondadori con il numero 750.
- 1959, In guardia, Joe (The wayward widow), stampato nel 1960 nella collana Il Giallo Mondadori con il numero 590.
- 1960, Un milione di dollari (Million dollar tramp), stampato nella collana Gialli Giumar con il numero 8.
- 1961, La ragazza da cento dollari (The hundred dollar girl), stampato nel 1962 nella collana Serie Gialla Garzanti con il numero 221.

### Con Brock Callahan
- 1955, L'enigma della rosa (Ring around the rosa), stampato nel 1957 nella collana Serie Gialla Garzanti con il numero 100.
- 1956, Fuoco incrociato (Day of the Ram), stampato nel 1961 nella collana Il Giallo Mondadori con il numero 657.
- 1957, TV Canale 13 (The convertible hearse), stampato nel 1958 nella collana Il Giallo Mondadori con il numero 506.
- 1959, Vieni a morire con me (Come die with me), stampato nel 1961 nella collana Il Giallo Mondadori con il numero 631.
- 1961, Fatti coraggio, Callahan (Vein of Violence), stampato nel 1962 nella collana Il Giallo Mondadori con il numero 681.
- 1962, County Kill
- 1963, Campione al rogo (Dead Hero), stampato nel 1964 nella collana Il Giallo Mondadori con il numero 813.
- 1982, The Bad Samaritan
- 1982, The Cana Diversion
- 1984, Death in Donegal Bay
- 1985, The Dead Seed
- 1986, The Chicano War
- 1988, Cat and Mouse
- 1992, Dead Pigeon

### Altri romanzi
- 1952, Non piangere per me (Don't Cry For Me), stampato nella collana I Gialli Casini con il numero 94.
- 1952, Il Buchara insanguinato (The Bloody Bokhara), stampato nel 1955 nella collana Serie Gialla Garzanti con il numero 58.
- 1953, La bara di tela (The Canvas Coffin), stampato nel 1956 nella collana Il Giallo Mondadori con il numero 392.
- 1953, Blood on the Boards
- 1954, Catturatelo vivo (Run, Killer, Run), stampato nel 1956 nella collana Il Giallo Mondadori con il numero 382.
- 1956, Guai agli onesti (Square in the Middle), stampato nel 1957 nella collana Il Giallo Mondadori con il numero 419.
- 1956, Fair Prey
- 1957, Phantom
- 1959, Delitto a Hollywood (Death Out of Focus), stampato nel 1960 nella collana Serie Gialla Garzanti con il numero 179.
- 1959, The Sweet Blonde Trap